# Gannes
Gannes is een gemeente in het Franse departement Oise (regio Hauts-de-France) en telt 320 inwoners (1999). De plaats maakt deel uit van het arrondissement Clermont. In de gemeente ligt spoorwegstation Gannes.

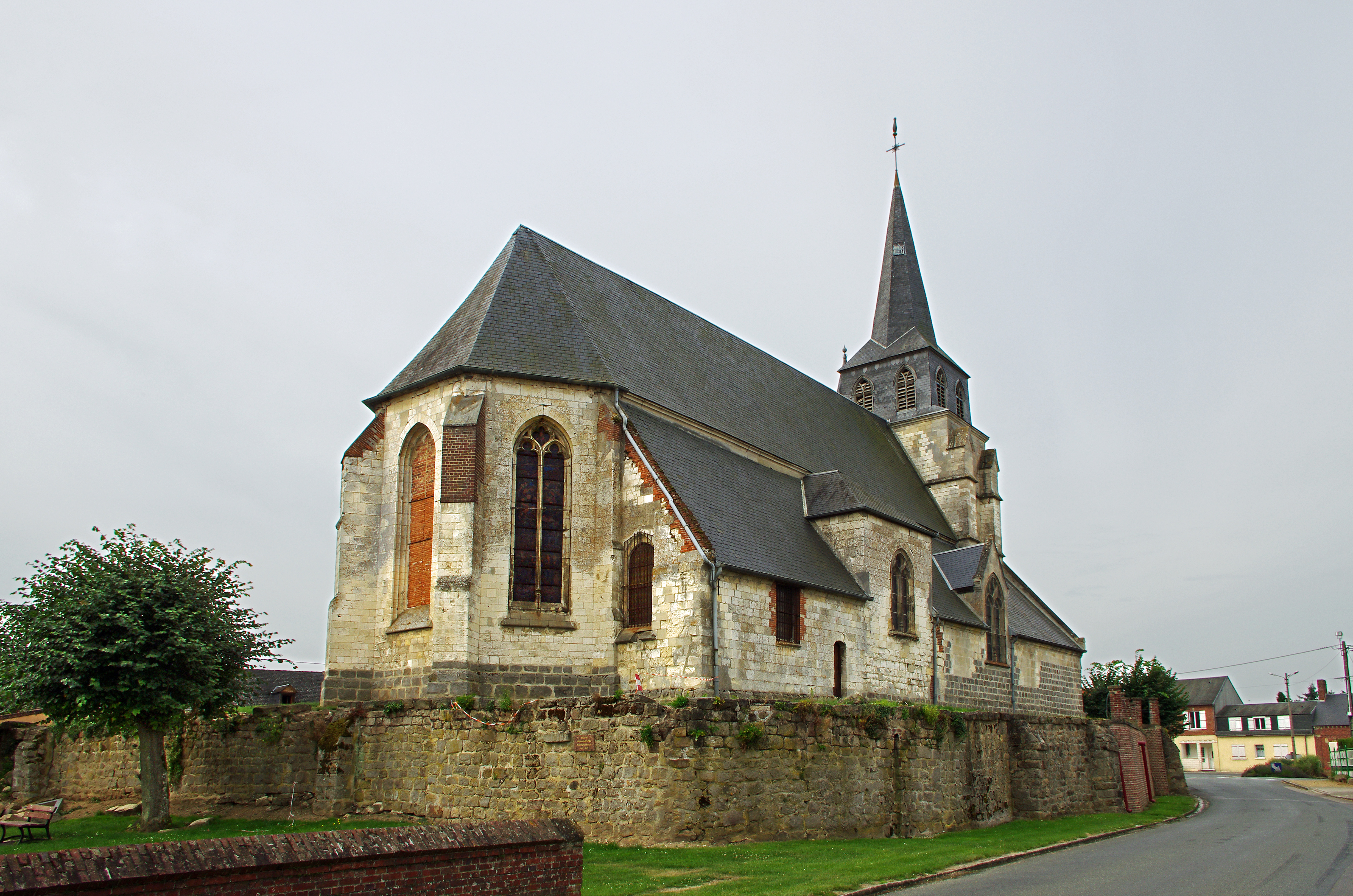
Kerk in Gannes
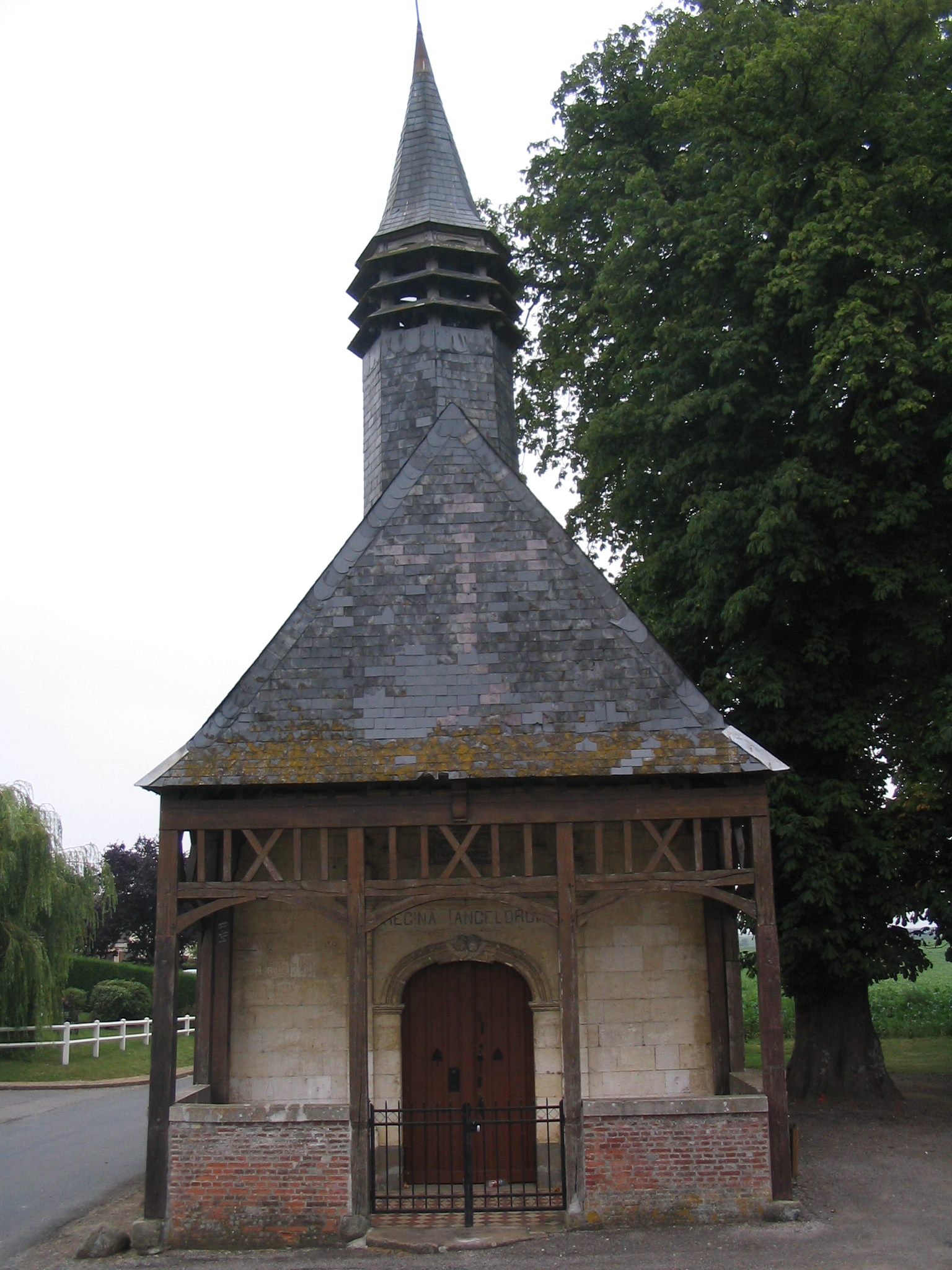
Kapelletje in Gannes

## Geografie
De oppervlakte van Gannes bedraagt 8,5 km², de bevolkingsdichtheid is 37,6 inwoners per km².
De onderstaande kaart toont de ligging van Gannes met de belangrijkste infrastructuur en aangrenzende gemeenten.

## Demografie
Onderstaande figuur toont het verloop van het inwonertal (bron: INSEE-tellingen).